# Storglaciären
Der Storglaciären (schwedisch für großer Gletscher) ist ein Gletscher im östlichen Teil des Kebnekaise-Massivs im Norden Schwedens. Im Widerspruch zu seinem Namen ist er – zumindest überregional gesehen – eher ein kleiner Gletscher, auch in Schweden gibt es deutlich größere.
Beim Storglaciären handelt sich um einen polythermalen Gletscher. Das bedeutet, dass es im Gletscherinneren sowohl kaltes Eis gibt, als auch temperiertes Eis, das heißt, Eis am Druckschmelzpunkt. Das meiste Eis des Gletschers ist temperiert, nur in den oberen Schichten des Zehrgebiets gibt es kaltes Eis. Die durchschnittliche Dicke des kalten Eises beträgt dabei 35 Meter, das Maximum liegt bei 65 Meter und befindet sich am südlichen Ende des Gletschers.
Der Storglaciären ist der Gletscher mit der längsten lückenlos fortgeführten Messreihe zur Massenbilanz. Die Messungen begannen 1945 auf Initiative des schwedischen Glaziologen Hans Ahlmann und werden bis heute fortgeführt. Der Storglaciären gehört zu den sogenannten Benchmark-Gletschern, das heißt, Gletschern für die neben glaziologischen Daten auch meteorologische oder hydrologische erhoben worden sind und die als repräsentativ für eine Region angesehen werden. Die kumulierte Massenbilanz von 1945 bis 2011 des Storglaciären beträgt −18,65 Meter Wasseräquivalent, das bedeutet, dass die Dicke des Gletschers im Mittel über die gesamte Gletscherfläche um diesen Betrag abgenommen hat, wobei die Wassermenge des geschmolzenen Eises zugrunde gelegt wird.